# Гандурин, Иван Константинович
Иван Константинович Гандурин (1866—1946) — русский военный деятель, генерал-лейтенант, участник Первой мировой войны.

## Биография
Православный. Общее образование получил в Тифлисском кадетском корпусе. В службу вступил 01.09.1884. Окончил 2-е военное Константиновское училище (1885). Выпущен подпоручиком (ст. 07.08.1885) в Карсо-Александровскую крепостную артиллерию. Поручик (ст. 07.08.1889). Окончил 2 класса Николаевской академии Генерального штаба (по 1-му разряду; к Генеральному штабу причислен не был). Штабс-капитан (ст. 25.07.1895). Капитан (ст. 27.07.1899). Командовал ротой 3 года 2 месяца. Участник «Китайского похода» 1900—1901 гг. Подполковник (ст. 26.02.1903). Командир батальона 1 год 7 месяцев.
Участник русско-японской войны 1904-05. Полковник (пр. 1904; ст. 13.08.1904; за боевое отличие) 15-го Восточно-Сибирского стрелкового полка. Командовал 13-м Восточно-Сибирским стрелковым полком (15.12.1904-13.06.1906). За отличия в делах против японцев при отбитии штурмов в Порт-Артуре в 10.1904 и 07.11-19.11.1904 награждён Золотым Оружием с надписью «За храбрость» (ВП 27.01.1905). Кроме того награждён орденом св. Георгия 4-й степени (ВП 23.11.1904).
Комендант Николаевской крепости (13.06.1906-15.07.1910). Генерал-майор (пр. 1910; ст. 15.07.1910; за отличие). Командир 1-й бригады 49-й пехотной дивизии (15.07.1910-26.10.1912). С 26.10.1912 командир 1-й бригады 29-й пехотной дивизии.
При мобилизации 29.07.1914 назначен командиром бригады 81-й пехотной дивизии, однако успел в составе 29-й пехотной дивизии принять участие в бою у Сталлупенена 04(17).08.1914. В составе 81-й пехотной дивизии участвовал в обложении крепости Перемышль, после сдачи которой одно время состоял её комендантом. 25.03.1915 назначен начальником 2-й дивизии государственного ополчения. Генерал-лейтенант (пр. 13.06.1915; ст. 15.07.1914). Начальник 102-й пехотной дивизии (с 03.07.1915). Командир 2-го Сибирского армейского корпуса (с 20.10.1915). Участник Нарочской операции в марте 1916 г. На 10.07.1916 в том же чине и должности. 31.03.1917 уволен со службы с мундиром и пенсией.
С 1919 вступил в Добровольческую армию. В 1920 комендант Екатеринодара. По одним данным в эмиграции в Литве. Принял сан и стал священником. После ввода частей РККА на территорию Литвы скрылся. По другим данным в эмиграции в Югославии. Во время Второй мировой войны примкнул к коллаборационистам, в 1942 г. состоял главным священником Русского охранного корпуса. Умер в Белграде в 1946.

## Награды
- орден Св. Станислава 2-й степени с мечами (1901);
- орден Св. Анны 2-й степени с мечами (1902);
- орден Св. Георгия 4-й степени (ВП 23.11.1904);
- орден Св. Владимира 4-й степени с мечами и бантом (1904);
- орден Св. Владимира 3-й степени с мечами (1905);
- Золотое оружие (ВП 27.01.1905);
- орден Св. Анны 1-й степени с мечами (ВП 26.02.1915);
- Медаль «За поход в Китай».